# Wurmbea citrina
Wurmbea citrina là một loài thực vật có hoa trong họ Colchicaceae. Loài này được (R.J.Bates) R.J.Bates mô tả khoa học đầu tiên năm 2007.